# Neoactinolaimus zealandicus
Neoactinolaimus zealandicus är en rundmaskart som först beskrevs av Clark 1963.  Neoactinolaimus zealandicus ingår i släktet Neoactinolaimus och familjen Actinolaimidae. Inga underarter finns listade i Catalogue of Life.